# Chromotypie
Als Chromotypie (von altgriechisch χρῶμα chroma, deutsch ‚Farbe‘ und τύπος typos, deutsch ‚Druck‘, ‚Schlag’) wird der Druck farbiger Autotypien (Drei- oder Vierfarbdruck) bezeichnet.
Im weiteren Sinne bezeichnet man alle farbigen Drucke als Farbdruck.